# Oculina profunda
Espèce
Statut CITES
Oculina profunda est une espèce de coraux appartenant à la famille des Oculinidae.